# Igreja Presbiteriana Independente Renovada
A Igreja Presbiteriana Independente Renovada (IPIR) foi uma denominação presbiteriana que surgiu em 1972 em Assis, São Paulo, dissidente da Igreja Presbiteriana Independente do Brasil (IPIB). O motivo de sua separação foi a adesão ao Pentecostalismo por parte de membros da IPIB. Como a denominação de origem não aceitou a mudança doutrinária, os adeptos do pentecostalismo saíram e formaram a IPIR, em 1972.
Em 1975 a denominação se uniu a Igreja Cristã Presbiteriana dissidente da Igreja Presbiteriana do Brasil para formar a atual Igreja Presbiteriana Renovada do Brasil, que tinha, em 2015, cerca de 152.619 membros em todo o Brasil.